# The Spectre Within
Albums de Fates Warning
Night on Bröcken
(1984) Awaken the Guardian
(1986)
The Spectre Within est le deuxième album studio du groupe de metal progressif américain Fates Warning sorti le 15 octobre 1985.
Il a été réédité à trois reprises: une première fois en 1992, une seconde fois en 1994 et une dernière fois en 2002. Certains pressages de la réédition de 1994 portent le titre The Spector Within, une erreur d'impression.

## Liste des titres[1]
| No | Titre                      | Musique                                | Durée |
| -- | -------------------------- | -------------------------------------- | ----- |
| 1. | Traveler in Time           | Jim Matheos, Victor Arduini, John Arch | 7:13  |
| 2. | Orphan Gypsy               | Arduini, Arch                          | 5:59  |
| 3. | Without a Trace            | Arduini, Arch                          | 4:49  |
| 4. | Pirates of the Underground | Matheos, Arduini, Arch                 | 7:07  |
| 5. | The Apparition             | Matheos, Arch                          | 5:51  |
| 6. | Kyrie Eleison              | Matheos, Arch                          | 5:25  |
| 7. | Epitaph                    | Matheos, Arch                          | 11:57 |

| 8.  | Radio Underground (Live Underground) | 6:57  |
| 9.  | The Apparition (Rehearsal 1985)      | 5:55  |
| 10. | Kyrie Eleison ("Dickie" Demo 1985)   | 5:52  |
| 11. | Epitaph ("Dickie" Demo 1985)         | 11:54 |

## Composition du groupe
- John Arch - Chant.
- Jim Matheos - Guitare.
- Victor Arduini - Guitare.
- Joe DiBiase - Basse.
- Steve Zimmerman - Batterie.

## Musiciens additionnels
- Jim Arch - Clavier.

## Membres additionnels
- Brian Slagel - Production.
- Bill Metoyer - Ingénieur du son.
- Carmine Rizzo - Ingénieur du son (assistant).
- Ioannis Vassilopoulos - Artwork.
- Don Adkins Jr. - Photos.
- Brad Vance - Remastering.
- Eddy Schyreyer - Remastering[2].